# Franz Sales (Vorname)
Franz Sales ist ein zweiteiliger männlicher Vorname, bei dem der zweite Teil zur Unterscheidung von anderen Namen mit dem gleichen ersten Teil dient. Dieser zweite Teil ist oft, wie hier, eine Herkunftsbezeichnung und unterscheidet diesen Franz etwa von Franz von Assisi oder Franz Xaver.
Namenstag ist der 24. Januar.

## Namensträger
- Franz Sales Bauer (1841–1915), Bischof von Brünn und Erzbischof von Olmütz, siehe Franziskus von Sales Bauer
- Franz Sales Bauer (Abt) (1849–1912), österreichischer Mönch, Abt von Rein
- Franz Sales Gailler (1685–1766), katholischer Theologe und Autor
- Franz Sales Gebhardt-Westerbuchberg (1895–1969), deutscher Maler, der im Chiemgau wirkte
- Franz Sales Glänz (1810–1855), deutscher Schreiner und Holzbildhauer im Stil der Neugotik
- Franz Sales Handwercher (1792–1853), katholischer Geistlicher, als „Segenspfarrer“ und „Visionär“ bekannt geworden
- Franz Sales Kuhn (1864–1938), deutscher Architekt
- Franz Sales Lochbihler (1777–1854), deutscher Maler des Allgäus sowie Hofmaler des königlichen bayerischen Hofes
- Franz Sales Meyer (1849–1927), deutscher Buchautor, Dichter, Maler und Professor für Ornamentik
- Franz Sales Pernat (1853–1911), deutscher Porträtmaler
- Franz Sales Schwarz (1849–1912), österreichischer Priester und Religionslehrer
- Franz Sales Sklenitzka (* 1947), österreichischer Schriftsteller und Graphiker
- Franz Sales Joseph Philipp Wieland (1872–1957), deutscher Kirchenhistoriker und Bibliothekar
- Franz Sales Zauner (1904–1994), österreichischer Priester, von 1956 bis 1980 römisch-katholischer Bischof der Diözese Linz